# Danilo Larangeira
Danilo Larangeira, noto semplicemente come Danilo (São Bernardo do Campo, 10 maggio 1984), è un ex calciatore brasiliano, di ruolo difensore.

## Biografia
Possiede anche il passaporto italiano in virtù di un bisnonno originario di Padova. Il 10 gennaio 2013 viene condannato dal Tribunale dello Stato di San Paolo per aver sputato ad un avversario e avendolo offeso con parole razziste, quando ancora militava nel 2010 al Palmeiras. La sua condanna consiste agli arresti domiciliari per un anno ma la Corte gli infligge infine una multa di circa 500 000 reais brasiliani (130 000 euro) essendo la sua prima condanna penale.

## Carriera

### Club

#### Esordi in patria
Dopo aver giocato per il Paulista e l'Ituano ha militato nell'Atlético Paranaense; nel 2009 si trasferisce al Palmeiras. Il 30 giugno 2011 per due milioni di euro passa all'Udinese firmando un contratto quinquennale.

#### Udinese
Debutta in Serie A l'11 settembre 2011 in Lecce-Udinese 0-2 valida per la seconda giornata di campionato. Contro il PAOK, il 24 febbraio 2012 ha segnato il suo primo gol nelle coppe europee. Va in rete per la prima volta nel massimo campionato italiano, invece, il 25 aprile contro l'Inter allo Stadio Friuli (1-3).
Nella sua seconda stagione in Italia, dopo aver rimediato due espulsioni e otto ammonizioni nelle prime dodici giornate, va a segno contro il Cagliari (4-1) alla 15ª giornata e la Sampdoria a Marassi (0-2) alla 16ª, in entrambi i casi su assist di Antonio Di Natale.
Nella stagione 2015-2016 si rende protagonista di un altro increscioso gesto verso i propri tifosi, dopo la sconfitta contro la Roma viene chiamato sotto la curva nord insultando i suoi tifosi.
All'inizio della stagione 2016-2017 diventa il nuovo capitano del club friulano succedendo ad Antonio Di Natale. Successivamente durante la stagione ha un altro battibecco con i tifosi dicendo con toni molto coloriti di non essere per nulla interessato alla fascia da capitano. Dopo tale episodio la società cerca di riavvicinarli conferendogli ugualmente la fascia da capitano.
Il 23 novembre 2016 si rende per l'ennesima volta protagonista di un altro brutto gesto questa volta nei confronti dei suoi compagni: durante l'allenamento pomeridiano entra in maniera fallosa contro i compagni Ali Adnan, Lodi e Peñaranda. I tre giocatori che hanno subito i falli sono stati subito medicati dallo staff bianconero ma tuttavia pochi giorni dopo il caso rientra chiedendo scusa alla società.

#### Bologna
Il 16 agosto 2018 viene ufficializzato il suo passaggio al Bologna in prestito con obbligo di riscatto. Il 29 dicembre segna il primo gol con i rossoblu in occasione della sconfitta in casa del Napoli (3-2).  In tre stagioni ha modo di mettere insieme 102 presenze e 3 gol, prima di lasciare la squadra il 25 maggio 2021 non rinnovando il proprio contratto.

#### Parma
Il 31 agosto 2021 firma un contratto annuale con il Parma in Serie B. Esordisce in serie B con i ducali il 12 settembre, in occasione del successo per 4-0 in casa del Pordenone. Il 2 aprile 2022 mette a referto il suo primo gol, nel successo per 3-1 in casa del Cosenza.

#### Ritiro
Il 1º luglio 2022 si ritira ufficialmente all'età di 38 anni.

## Statistiche

### Presenze e reti nei club
Statistiche aggiornate al 10 maggio 2022.
| Stagione           | Squadra            | Campionato         | Campionato | Campionato | Coppe nazionali | Coppe nazionali | Coppe nazionali | Coppe continentali | Coppe continentali | Coppe continentali | Altre coppe | Altre coppe | Altre coppe | Totale | Totale |
| Stagione           | Squadra            | Comp               | Pres       | Reti       | Comp            | Pres            | Reti            | Comp               | Pres               | Reti               | Comp        | Pres        | Reti        | Pres   | Reti   |
| ------------------ | ------------------ | ------------------ | ---------- | ---------- | --------------- | --------------- | --------------- | ------------------ | ------------------ | ------------------ | ----------- | ----------- | ----------- | ------ | ------ |
| 2002               | Paulista           | B                  | 5          | 1          | CB              | 0               | 0               | -                  | -                  | -                  | -           | -           | -           | 5      | 1      |
| 2003               | Ituano             | C                  | 30         | 1          | CB              | 4               | 0               | -                  | -                  | -                  | -           | -           | -           | 34     | 1      |
| 2004               | Paulista           | B                  | 36         | 3          | CB              | 0               | 0               | -                  | -                  | -                  | -           | -           | -           | 36     | 3      |
| Totale Paulista    | Totale Paulista    | Totale Paulista    | 41         | 4          |                 | 0               | 0               |                    | -                  | -                  |             | -           | -           | 41     | 4      |
| 2005               | Atlético-PR        | A                  | 36         | 2          | CB              | 0               | 0               | CL                 | 10                 | 0                  | -           | -           | -           | 46     | 2      |
| 2006               | Atlético-PR        | A                  | 35         | 2          | CB              | 0               | 0               | CS                 | 8                  | 1                  | -           | -           | -           | 43     | 3      |
| 2007               | Atlético-PR        | A                  | 34         | 2          | CB              | 0               | 0               | CS                 | 1                  | 0                  | -           | -           | -           | 35     | 2      |
| 2008               | Atlético-PR        | A                  | 26         | 3          | CB              | 0               | 0               | CS                 | 2                  | 0                  | -           | -           | -           | 28     | 3      |
| Totale Atlético-PR | Totale Atlético-PR | Totale Atlético-PR | 131        | 9          |                 | 0               | 0               |                    | 21                 | 1                  |             | -           | -           | 152    | 10     |
| 2009               | Palmeiras          | A                  | 35         | 4          | CB              | 0               | 0               | CL                 | 12                 | 0                  | -           | -           | -           | 47     | 4      |
| 2010               | Palmeiras          | A                  | 28         | 1          | CB              | 8               | 0               | CS                 | 8                  | 1                  | -           | -           | -           | 44     | 2      |
| 2011               | Palmeiras          | A                  | 4          | 0          | CB              | 7               | 1               | CS                 | 0                  | 0                  | -           | -           | -           | 11     | 1      |
| Totale Palmeiras   | Totale Palmeiras   | Totale Palmeiras   | 67         | 5          |                 | 15              | 1               |                    | 20                 | 1                  |             | -           | -           | 102    | 7      |
| 2011-2012          | Udinese            | A                  | 37         | 1          | CI              | 1               | 0               | UCL+UEL            | 2+9                | 0+1                | -           | -           | -           | 49     | 2      |
| 2012-2013          | Udinese            | A                  | 32         | 2          | CI              | 1               | 0               | UCL+UEL            | 2+6                | 0                  | -           | -           | -           | 41     | 2      |
| 2013-2014          | Udinese            | A                  | 36         | 1          | CI              | 3               | 0               | UEL                | 4                  | 0                  | -           | -           | -           | 43     | 1      |
| 2014-2015          | Udinese            | A                  | 37         | 2          | CI              | 3               | 0               | -                  | -                  | -                  | -           | -           | -           | 40     | 2      |
| 2015-2016          | Udinese            | A                  | 34         | 0          | CI              | 3               | 0               | -                  | -                  | -                  | -           | -           | -           | 37     | 0      |
| 2016-2017          | Udinese            | A                  | 36         | 2          | CI              | 1               | 0               | -                  | -                  | -                  | -           | -           | -           | 37     | 2      |
| 2017-2018          | Udinese            | A                  | 32         | 1          | CI              | 3               | 1               | -                  | -                  | -                  | -           | -           | -           | 35     | 2      |
| Totale Udinese     | Totale Udinese     | Totale Udinese     | 244        | 9          |                 | 15              | 1               |                    | 23                 | 1                  |             | -           | -           | 282    | 11     |
| 2018-2019          | Bologna            | A                  | 35         | 1          | CI              | 1               | 0               | -                  | -                  | -                  | -           | -           | -           | 36     | 1      |
| 2019-2020          | Bologna            | A                  | 30         | 2          | CI              | 1               | 0               | -                  | -                  | -                  | -           | -           | -           | 31     | 2      |
| 2020-2021          | Bologna            | A                  | 35         | 0          | CI              | 0               | 0               | -                  | -                  | -                  | -           | -           | -           | 35     | 0      |
| Totale Bologna     | Totale Bologna     | Totale Bologna     | 100        | 3          |                 | 2               | 0               |                    | -                  | -                  |             | -           | -           | 102    | 3      |
| 2021-2022          | Parma              | B                  | 29         | 1          | CI              | -               | -               | -                  | -                  | -                  | -           | -           | -           | 29     | 1      |
| Totale carriera    | Totale carriera    | Totale carriera    | 642        | 32         |                 | 36              | 2               |                    | 64                 | 3                  |             | -           | -           | 734    | 37     |